# おまけのいちにち（闘いの日々）
『おまけのいちにち（闘いの日々）』（おまけのいちにち（たたかいのひび））は、筋肉少女帯の17枚目のアルバム。2015年10月7日に徳間ジャパンコミュニケーションズから発売された。

## 概要
『初回限定盤』と『通常盤』の2形態でリリースされた。
初回限定盤は特典としてDVDとCD2種が付いた4枚組で、DVDには2015年4月26日に行われたライブから10曲を収録、ボーナスCDにはアルバム収録曲のインストゥルメンタル全曲を収録、加えて他メンバー歌唱ヴァージョンを1曲収録したCDを全3種のうちから1枚ランダムで封入している。
CD本体の収録内容は、限定盤と通常盤とで同一である。
また、初回限定盤と通常版の初回プレス分には筋少トレーディングカード（怪人カード仕立て）全10種のうち1枚と、筋少プレミアムグッズ・プレゼント応募券が封入。
ジャケット装画は漫画家の丸尾末広によるもので、ボーカルの大槻ケンヂ著の小説『新興宗教オモイデ教』（角川文庫）の表紙イラストとして使われたものである。
大槻によると、今作のアルバムのテーマは"過去・現在・未来"というもので、タイトルの由来については「50近くなると、人生ってだんだん『おまけのいちにち』の連続になっていく」「おまけのクセにけっこうキツイこともあったり、悲しいこともあったりと『闘いの日々』なんです」と語っている。

## 収録曲
1. 大都会のテーマ (TVサイズ) (1:30)
(作曲：篠原仁志）
テレビドラマ『大都会 闘いの日々』メインテーマ曲のカバー。
2. レジテロの夢 (4:34)
（作詞：大槻ケンヂ / 作曲：橘高文彦）
3. 混ぜるな危険 (4:17)
（作詞：大槻ケンヂ / 作曲：本城聡章）
TOKYO MX系アニメ『うしおととら』のオープニングテーマ曲。
4. 球体関節人形の夜 (5:15)
（作詞：大槻ケンヂ / 作曲：橘高文彦）
野水いおりへ提供した曲のセルフカバー。
5. 枕投げ営業 (3:12)
（作詞：大槻ケンヂ / 作曲：本城聡章）
6. LIVE HOUSE (3:56)
（作詞：本城聡章 / 作曲：本城聡章）
本城が高校生の時に作詞作曲した楽曲を30年以上経てセルフカバー[2]。
7. 別の星の物語り (3:02)
（作詞：大槻ケンヂ / 作曲：橘高文彦）
8. 私だけの十字架 (3:33)
（作詞：尾中美千絵 / 作曲：木下忠司）
テレビドラマ『特捜最前線』主題歌のカバー。
9. 大都会のテーマ (3:19)
（作曲：篠原仁志）
10. 時は来た (4:03)
（作詞：大槻ケンヂ / 作曲：内田雄一郎）
11. おわかりいただけただろうか (4:13)
（作詞：大槻ケンヂ / 作曲：橘高文彦）
12. S5040 (5:39)
（作詞：大槻ケンヂ / 作曲：内田雄一郎）
13. 夕焼け原風景 (6:04)
（作詞：大槻ケンヂ / 作曲：内田雄一郎）

全編曲：筋肉少女帯

### 初回限定盤DVD
2015年4月26日「春だ出撃だ筋肉少女帯！！」 EX THEATER ROPPONGI 公演より収録
1. 君よ！俺で変われ！
2. 少年、グリグリメガネを拾う
3. 僕の歌を総て君にやる
4. 未使用引換券（Vo.本城 Ver.）
5. 爆殺少女人形舞一号
6. 暴いておやりよドルバッキー（Single Ver.）
7. 機械
8. 中学生からやり直せ！
9. 釈迦
10. 中2病の神ドロシー

### 初回限定盤CD
- ボーナスCD
アルバム収録曲のインストゥルメンタルを全曲収録
- ランダム封入CD
下記3曲のうちいずれか1曲を収録
  1. おわかりいただけただろうか（Vo.橘高 Ver.）
  2. LIVE HOUSE（Vo.本城 Ver.）
  3. 別の星の物語り（Vo.内田 Ver.）

## 演奏者
- 大槻ケンヂ - ボーカル
- 橘高文彦 - ギター, コーラス
- 本城聡章 - ギター, コーラス, ボーカル (Track-6)
- 内田雄一郎 - ベース, コーラス
- 三柴理 - ピアノ, FA-06 （サポート）
- 長谷川浩二 - ドラム （サポート）
- 扇愛奈（Foo-Shah-Zoo） - ゲストコーラス (Track-1,2,3,5,9,10,12,13)